# Веноза
Веноза (на италиански: Venosa) е град и община в провинция Потенца, регион Базиликата, Италия. Общината има 11 732 жители (31 декември 2017 г.). Намира се в източното подножие на изгасналия вулкан Монте Вултуре.
Разположен е на мястото на древния самнитски град Венузия (Venusia), който през 291 г. пр.н.е. е превзет от римляните. Името Венузия идва от самнитската богиня Имене, която отговаря на римската Венера.
През 268 г. пр.н.е. е включен към Виа Апиа и има 20 000 жители. През 89 г. пр.н.е. селището получава градски права и става муниципиум.
През 389 г. тук се основава първата юдейска община.
В съвременността градът живее от земеделие и туризъм. Отглеждат се лозя на вулканичната почва на 800 м височина и се произвежда прочутото DOC – червено вино Aglianico del Vulture.
В града са родени:
- Хораций, римски поет (65 – 8 г. пр.н.е.)
- Манфред, крал на Сицилия (1258 – 1266)
- Карло Джезуалдо, композитор (1566 – 1613)

## Галерия
- Палацо Калвини
- Замъкът
- Лъв пред църквата
- Църквата Сантисима Тринитà
- Статуя на Хораций
- Сантисима Тринитà
- Дом Сант’Андреа
- „Къщата на Хораций“
- Гроб на фамилията Hauteville
- Анжу-чешма
- Църквата Сан Роко
- Портик на Веноза